# Сорин, Егор Владимирович
Его́р Влади́мирович Со́рин (род. 8 июля 1985) — российский лыжник, выступавший на профессиональном уровне в 2008—2015 годах. Двукратный чемпион Всемирной Универсиады в Харбине, призёр всероссийских и международных стартов. Мастер спорта России международного класса. Старший тренер сборной России по лыжным гонкам. Заслуженный тренер России (2022).

## Биография
Егор Сорин родился 8 июля 1985 года в Саратове. Впоследствии переехал на постоянное жительство в Московскую область, занимался лыжными гонками в Специализированной детско-юношеской спортивной школе олимпийского резерва «Истина». Представлял всероссийское физкультурно-спортивное общество «Динамо». Окончил педагогический факультет Московского государственного гуманитарного университета имени М. А. Шолохова (2007).

### Спортивная карьера
Дебютировал на международном уровне в составе российской сборной по лыжным гонкам в сезоне 2008 года. Так, на соревнованиях в швейцарском Ульрихене выиграл серебряную медаль в гонке на 15 км свободным стилем и бронзовую медаль в гонке на 10 км классическим стилем.
Будучи студентом, в 2009 году представлял Россию на Всемирной Универсиаде в Харбине, где трижды поднимался на пьедестал почёта: одержал победу в спринте свободным стилем и эстафете 4×10 км, тогда как в скиатлоне на 15 км стал серебряным призёром, уступив только соотечественнику Сергею Турышеву.
В 2011 году в рамках чемпионата России с командой Москвы завоевал бронзовую награду в эстафете 4×10 км на соревнованиях Тюмени, в то время как в Мончегорске взял «бронзу» в масс-старте 70 км свободным стилем, пропустив вперёд лишь Максима Вылегжанина и Рауля Шакирзянова.
За выдающиеся спортивные достижения удостоен почётного звания «Мастер спорта России международного класса».

### Тренерская карьера
В начале 2015 года Сорин завершил спортивную карьеру и перешёл на тренерскую работу, занимал должность старшего тренера сборной России по лыжным гонкам, вёл собственную группу вместе с тренером-инженером Алексеем Черноусовым. Занимался подготовкой таких известных лыжников как Елизавета Пантрина (Бекишева), Христина Мацокина, Вероника Степанова, Глеб Ретивых, Александр Терентьев, Наталья Терентьева (Непряева) и др. Являлся личным тренером своей жены Татьяны Сориной (Алёшиной), которая в 2022 году под его руководством одержала победу в эстафете 4×5 км на зимних Олимпийских играх в Пекине. За это достижение по итогам сезона был удостоен почётного звания «Заслуженный тренер России».
В 2023 году за успехи на тренерском поприще награждён орденом Дружбы.

## Личная жизнь
С 2019 года женат на лыжнице Татьяне Сориной (Алёшиной), олимпийской чемпионке, серебряном призёре чемпионата мира. Есть дочь София (род. 2020) и сын Макар (род. 2023).